# Волта Анголы
Волта Анголы (порт. Volta Angola) — шоссейная многодневная велогонка, проходящая по территории Анголы с 2015 года.

## История
11 ноября 1975 была провозглашена независимость Анголы. В 2015 году к 40-летию национальной независимости по инициативе федерации велоспорта Анголы (FACI) была проведена «Волта Анголы».
Гонка прошла в середине октября. Она состояла из 10 этапов включая индивидуальную и командную гонки. Между 5-м и 6-м этапами был запланирован день отдыха. Преодолев маршрут Квито — Уамбо — Ганда — Бенгела — Лобиту — Сумбе — Габела — Дондо — Ндалатандо — Маланже — Камабалета — Уиже — Кибакс — Кашито финишировала в столице страны Луанде. Общая протяжённость дистанции составила чуть больше 1100 км.
Победу в общем зачёте одержал Игор Силва, многократный чемпион Анголы. На следующий день после окончания гонки состоялся критериум.

## Призёры
| Год  | Победитель    | Второй         | Третий            |
| ---- | ------------- | -------------- | ----------------- |
| 2015 | Игор Силва    |                |                   |
| 2023 | Дарио Антониу | Мариу Карвалью | Зеферино Эпаланга |
| 2024 | Дарио Антониу | Бруно Араужу   | Клеман Жавуэ      |